# Moritz Kleine-Brockhoff
Moritz Kleine-Brockhoff, né le 10 mai 1968, à Essen, en Allemagne de l'Ouest, est un ancien joueur de basket-ball allemand. Il évolue au poste d'ailier

## Palmarès
- Champion d'Europe 1993
- Coupe d'Allemagne 1990, 1991, 1993